# Ōtomo no Yakamochi

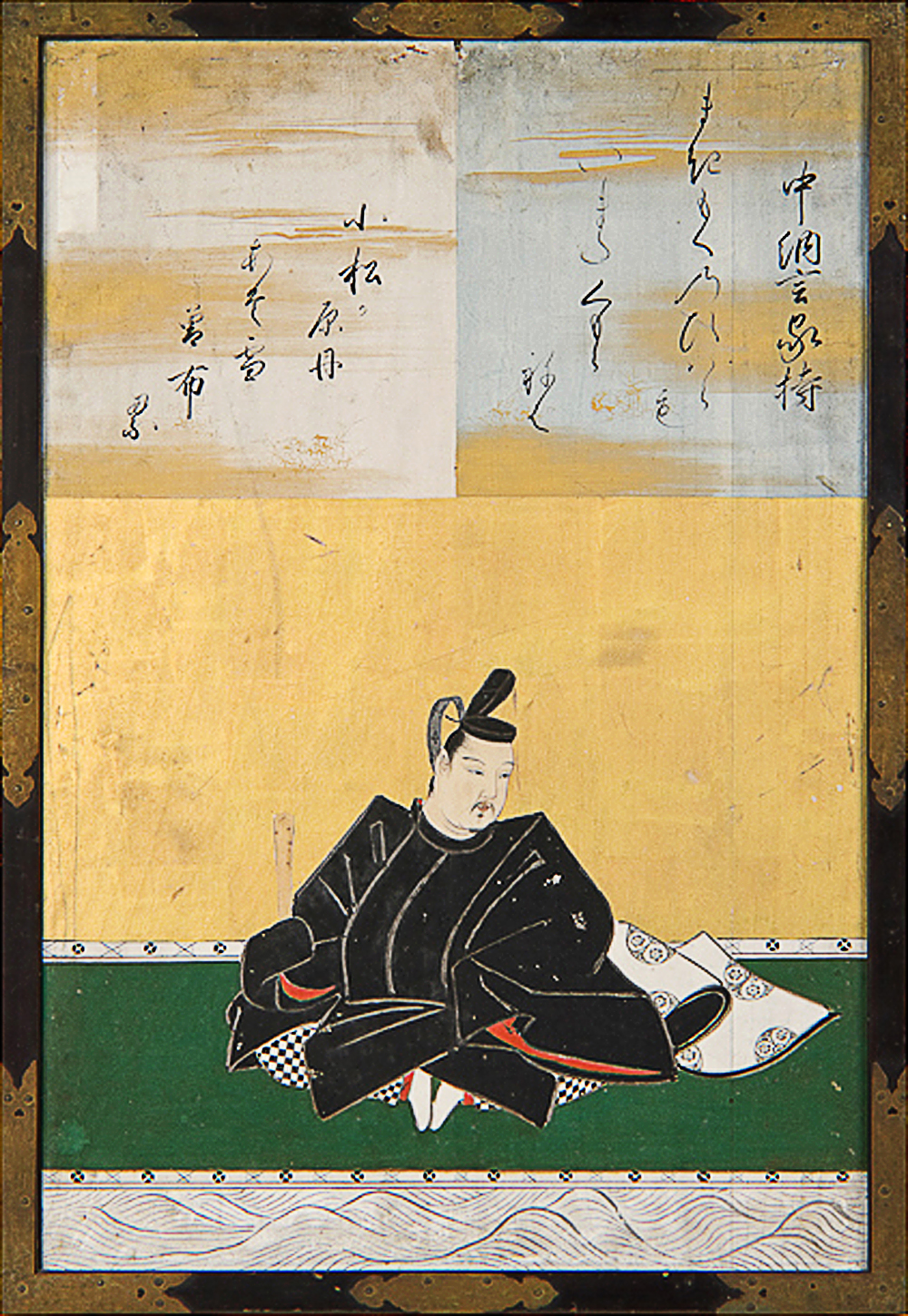
Chūnagon Yakamochi, Gemälde von Kanō Tan’yū, 1648

Ōtomo no Yakamochi (japanisch 大伴 家持; geboren 718; gestorben 5. Oktober 785, Provinz Mutsu) war ein japanischer Adliger und einer der bedeutendsten Dichter in Japan während der späten Nara-Zeit. Er war an der Zusammenstellung des Man’yōshū beteiligt, in das 46 Chōka, 426 Tanka und ein Sedōka von Yakamochi aufgenommen wurden. Stilistisch ist er in der Übergangszeit zwischen den frühen Dichtern der Anfänge und der ausgereiften Dichtung der Heian-Zeit einzuordnen. Yakamochis Frau war Ōtomo no Sakanue no Ōiratsume (大伴坂上大嬢 ‚Tochter der [Familie] Sakanue des [Klans] Ōtomo‘), sein Sohn war Ōtomo no Naganushi (大伴 永主).

## Leben und Wirken
Yakamochi wurde als ältester Sohn von Ōtomo no Tabito geboren. Seine Mutter ist unbekannt. 724 wird sein Vater zum Militärgouverneur (Dazai no sotsu) ernannt, woraufhin er sich mit Yakamochi nach Kyūshū begab. Dort kam Yakamochi mit literarischen Kreis in Kontakt, zu dem auch Yamanoue no Okura gehörte und er begann Gedichte im japanischen und chinesischen Stil zu schreiben. Da Yakamochis Vater 730 zum Dainagon ernannt wurde, kehrte mit ihm in die Hauptstadt Nara zurück, wo der Vater ein Jahr später, 731 starb.
Über seinen Lebensweg stehen bis 746 keine historischen Quellen zur Verfügung. Aus dem Man’yōshū lässt sich schließen, dass er seine Laufbahn 738 als udoneri (内舎人 ‚Gefolgsmann, Leibwache‘) bzw. uchi toneri begann. 740 beteiligte er sich auf Befehl von Tennō Shōmu an der Bekämpfung des Aufstandes von Fujiwara no Hirotsugu (藤原広嗣の乱 Fujiwara no Hirotsugu no ran). 746 wurde Yakamochi zum Vizeunterminister des Kaiserlichen Hausministeriums (kunai shōyū). Als Beamter verkehrte er in vornehmen Kreisen, wo er seine Cousine und spätere Frau Ōtomo no Sakanue no Ōiratsume kennenlernte.
Mitte 746 wurde Yakamochi zum Statthalter der Provinz Etchū bestimmt. Für Yakamochi wurde es eine bewegte Zeit, denn kurz nach seiner Ankunft verstarb sein jüngerer Bruder Fumimochi (大伴 書持; ?–746). Anfang 747 erkrankte er selbst so schwer, dass er nur knapp dem Tod entkam. Literarisch finden dies Ereignis Eingang in seinen Elegien. Insgesamt wird die Zeit in Etchū als gewinnbringende und fruchtbare Zeit für seine Dichtung betrachtet, in der er zu einem eigenen Stil findet. Zudem sammelte er Gedichten, die dann ins Man’yōshū einflossen. 751 schließlich wurde Yakamochi zum Shōnagon (小納言) ernannt und kehrte in die Hauptstadt zurück.
In der Hauptstadt wurde er mit einem Posten im Ministerium für militärische Angelegenheiten (兵部省 hyōbu-shō) betraut, den er sieben Jahre lang innehatte. 757 folgte die Beförderung zum Untersekretär im Daijō-kan (Staatsrat) und im Jahr darauf die Entsendung als Statthalter in die Provinz Inaba. Das Tanka, das er anlässlich des Abschiedsbanketts dichtete, ist das letzte von ihm bekannte Gedicht.
In den letzten 26 Lebensjahren, aus denen keine Gedichte mehr überliefert sind, folgte eine Vielzahl von Beförderungen bis Yakamochi 777 in Verdacht geriet an politischen Intrigen beteiligt gewesen zu sein. Obgleich Yakamochi daraufhin degradiert wurde, so war er kurze Zeit später wieder rehabilitiert und 778 zum Sangi befördert. Auch 782 verlor er erneut seine Ämter, da er 781 an der Rebellion des Hikami no Kawatsugu (氷上川継の乱 Hikami no Kawatsugu no ran) beteiligt war. Aber auch dieses Mal wurde er kurze Zeit später begnadigt und erhielt das Amt eine Oberinspekteuers der Provinz Mutsu (陸奥按察使 Mutsu azechi). 784 wurde er Heerführer zu Unterwerfung des Ostens (持節征東将軍 jisetsu seii shōgun) im Kampf gegen die Ainu.
Yakamochi starb 785 in Mutsu.
Das Kriegslied Umi Yukaba bedient sich eines Gedichts von Yakamochi.